# Chapelle Saint-Pie X de Moerzeke
 (juin 2024).
La chapelle Saint-Pie X est un petit édifice religieux catholique sis à Moerzeke en Flandre orientale (Belgique). Construite en 1960 autour du thème de l'Eucharistie, la chapelle abrite les restes mortels du bienheureux prêtre gantois Édouard Poppe. Elle est devenue centre de pèlerinage.

## Histoire
L’abbé Édouard Poppe, prêtre du diocèse de Gand, meurt à Moerzeke en 1924, à l’âge de 34 ans. En quelques années de ministère sacerdotal il rayonna de manière exceptionnelle dans la paroisse et parmi les jeunes. Sa tombe, dans le cimetière entourant l’église Saint-Martin de Moerzeke, est de plus en plus fréquemment visitée. Aussi fut-il décidé de lui construire un sanctuaire propre.
En 1954 un ‘domaine’ est créé à l’intérieur du parc du château de Nieulant, à quelques centaines de mètres de l’église paroissiale de Moerzeke. Le ‘comité Poppe’ décide d’y construire une chapelle-sanctuaire. L’architecte Jozef Lantsoght (1912-1988), de Bruges, est chargé du projet. Il s’inspire largement du pavillon ‘Civitas Dei’ du Vatican à l’Exposition universelle de Bruxelles de 1958. Les travaux sont terminés en septembre 1961 et l’année suivante, le 9 septembre 1962, les restes mortuaires du saint prêtre Édouard Poppe y sont transférés. 
La chapelle est dédiée au saint pape Pie X qui, d'abord autorisa la communion quotidienne (en 1905) (Édouard Poppe avait alors 15 ans) puis, par le décret Quam singulari (1910) donna accès à l’Eucharistie aux plus jeunes et encouragea la dévotion eucharistique. 

## Description
Le bâtiment de la chapelle est sobre, aux lignes simples et pures, dont un des angles s’élève sans discontinuité pour devenir une sorte de clocher. Les regards sont attirés vers le ciel.
À l’intérieur le mobilier se limite à l’essentiel. Le sanctuaire de la chapelle ne se détache pas de la partie réservée à l’assemblée. Chœur, maître-autel et tombeau du bienheureux Édouard Poppe occupent un espace commun. 
La symbolique du sacrement eucharistique (lié au sacrement de baptême) est très présente, particulièrement dans les vitraux : le poisson (Ichthus), la corbeille de pain (à gauche) avec (à droite) l'agneau divin.
Au pied du maître-autel se trouve la tombe du prêtre Poppe. Sur la dalle funéraire est inscrite l’épitaphe qui résume sa pensée et sa vie: «ik sterf liever dan God maar half te dienen» (Je préférerais mourir que servir Dieu à moitié)
De l’autre côté de la chapelle, et en face du maître-autel, se trouve l’autel avec la statue de la Vierge-Marie, soulignant un autre aspect de la vie spirituelle du bienheureux. La Mère de Jésus a le bras tendu et, de la main, désigne le maître-autel, lieu où se célèbre l’Eucharistie. 

## Adresse
- Kasteellaan 1A, B-9220 Moerzeke (Hamme), Belgique.